# Nemška vas na Blokah
Nemška vas na Blokah – wieś w Słowenii, w gminie Bloke. W 2018 roku liczyła 29 mieszkańców.